# بدرنگی
بَدرنگی (به انگلیسی: Dyschromia) به تغییر رنگ پوست یا ناخن اشاره دارد.
«بیش‌رنگی» (Hyperchromia) می‌تواند به فزونی رنگدانه اشاره کند، و «کم‌رنگی» (Hypochromia) می‌تواند به کاستی رنگدانه اشاره داشته باشد.
«بدرنگی» هر دو وضعیت فزونی رنگدانه و کاستی رنگدانه را درگیر می‌کند.